# Pomaderris paniculosa
Pomaderris paniculosa är en brakvedsväxtart. Pomaderris paniculosa ingår i släktet Pomaderris och familjen brakvedsväxter.

## Underarter
Arten delas in i följande underarter:
- P. p. paniculosa
- P. p. paralia